# Euphorbia albipollinifera
Euphorbia albipollinifera är en törelväxtart som beskrevs av Leslie Larry Charles Leach. Euphorbia albipollinifera ingår i släktet törlar, och familjen törelväxter. Inga underarter finns listade i Catalogue of Life.

## Bildgalleri

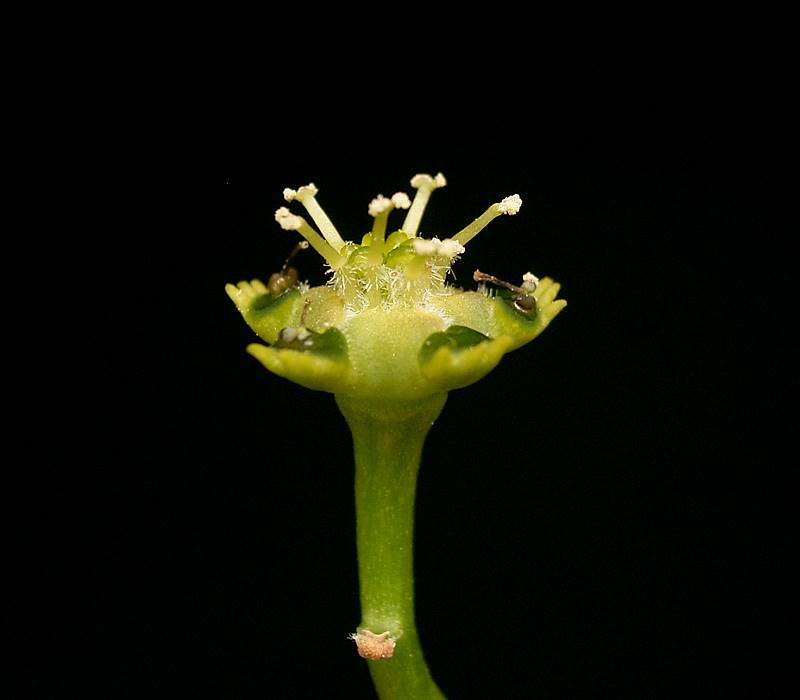
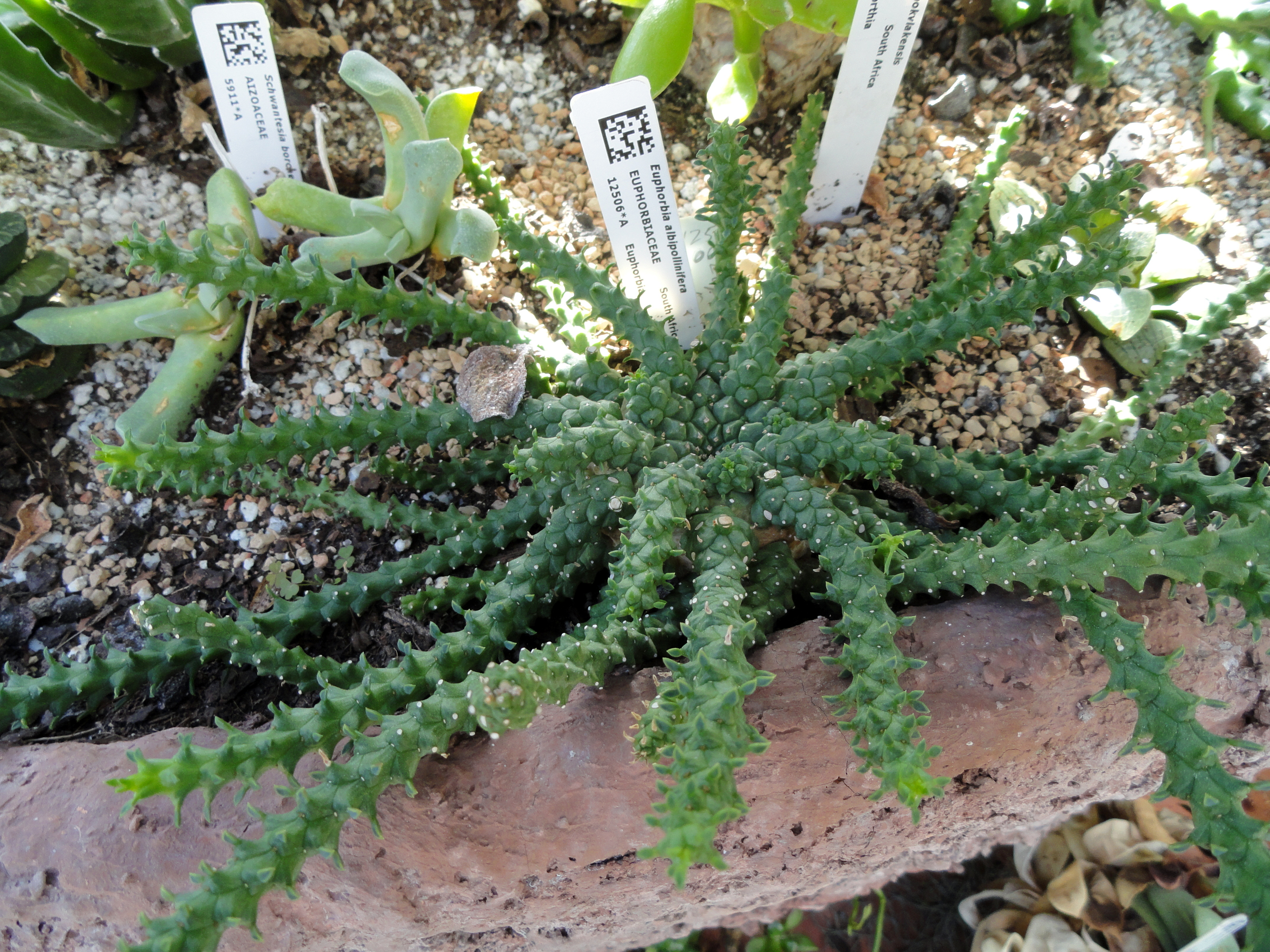